# Weberstedt
Weberstedt ist ein Ortsteil der Landgemeinde Unstrut-Hainich im Unstrut-Hainich-Kreis in Thüringen.

## Geografie
Weberstedt liegt an der Ostseite des Nationalparks Hainich und ist der nächstgelegene Ort zum Nationalpark.

## Geschichte

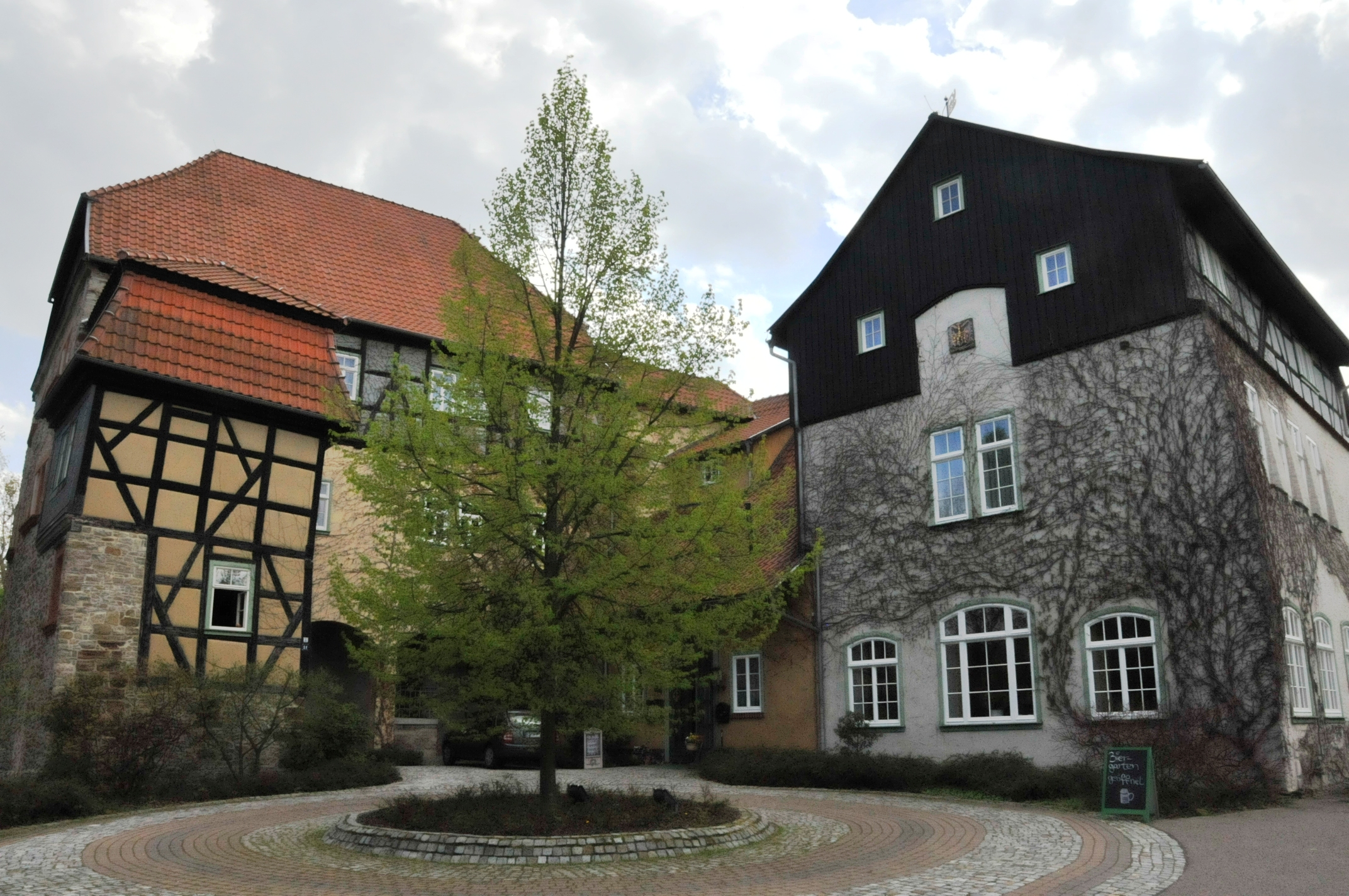
Schloss

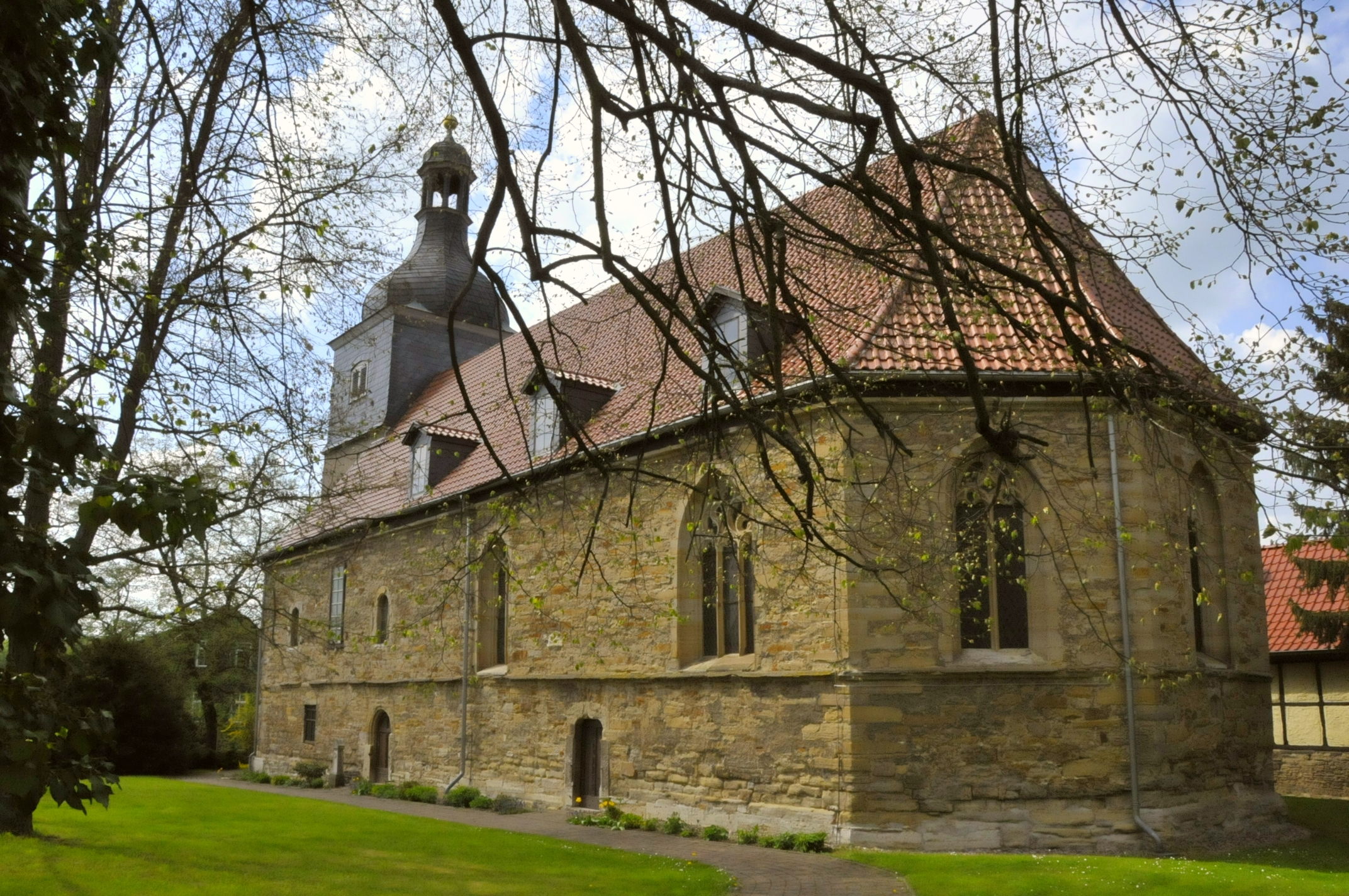
Dorfkirche St. Ulrich

Zu Beginn des 9. Jahrhunderts wird Weberstedt in einem Verzeichnis der von Erzbischof Lullus († 786) von Mainz für das Kloster Hersfeld von Freien verliehenen Gütern erstmals urkundlich erwähnt. Bis 1392 gehörten Ort und Rittergut den Herren von Weberstedt, seither bis 1945 den Herren von Goldacker, zuletzt Hans von Goldacker.
Der Ort gehörte bis 1815 zum kursächsischen Amt Langensalza und nach seiner Abtretung an Preußen von 1816 bis 1944 zum Landkreis Langensalza in der Provinz Sachsen.
Seit 1993 gehörte Weberstedt zur Verwaltungsgemeinschaft Unstrut-Hainich, deren Mitgliedsgemeinden sich zum 1. Januar 2019 bis auf Schönstedt zur Landgemeinde Unstrut-Hainich zusammenschlossen.

## Kirche
- St. Ulrich (Weberstedt)

## Politik
Der Rat der Gemeinde Weberstedt bestand nach der Wahl 2014 aus 8 Ratsherren, die alle der CDU-Fraktion angehören.
Die letzte ehrenamtliche Bürgermeisterin Simone Stiebling wurde am 25. Mai 2014 neu gewählt.
(Stand: Kommunalwahl am 25. Mai 2014)

## Kultur und Sehenswürdigkeiten

### Schloss Goldacker und Schlosspark

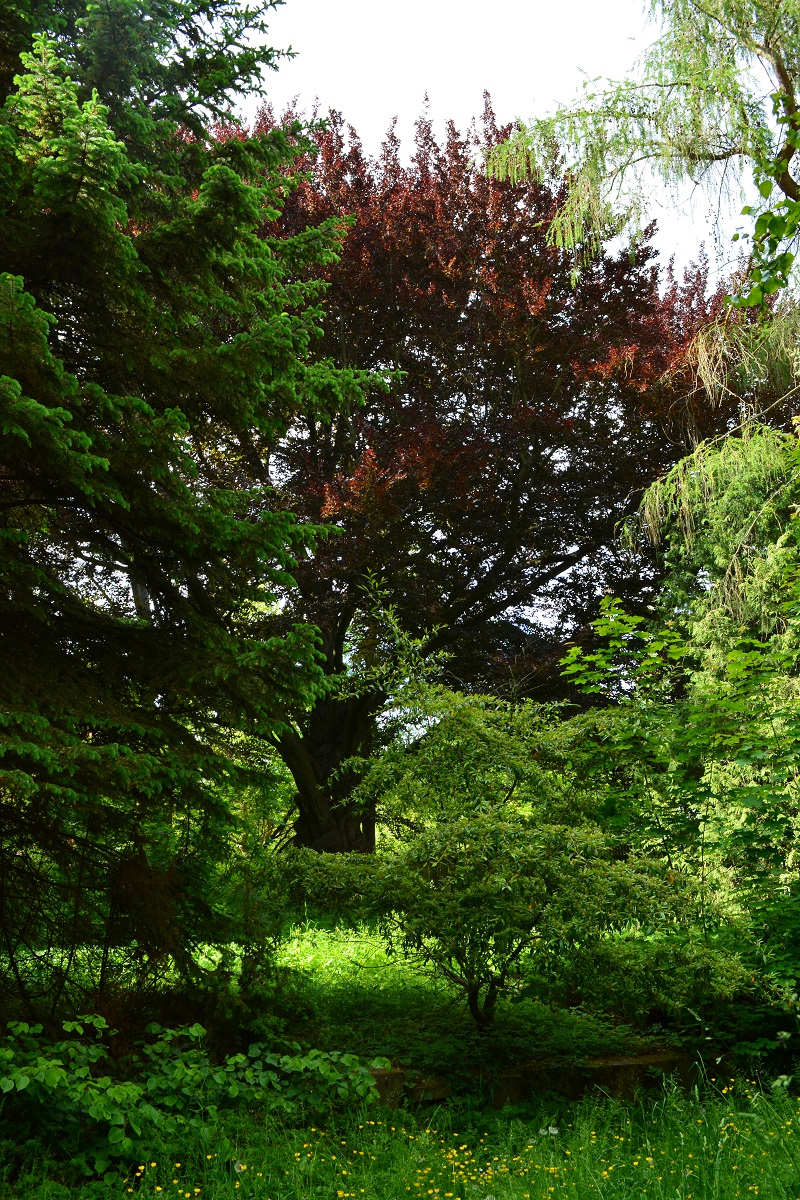
Blick auf die Rotbuche im Schlosspark

Die adlige Familie Goldacker verließ 1945 fluchtartig Weberstedt und das Gebäude wurde enteignet. Ab dem 1. September 1946 wurde darin eine Zentralschule eingerichtet, da die beengten Verhältnisse in den beiden zur Verfügung stehenden Gebäuden in der Langgasse und an der Hauptstraße (Kirchschule), zudem bedingt durch die auch in Weberstedt untergekommenen Flüchtlingskinder, bei weitem nicht mehr ausreichten. Somit konnte das Gebäude einer sinnvollen Nutzung zugeführt werden. Nach 1990 drohte das Gebäude zusehends zu verkommen. Durch großen Einsatz von Fördermitteln konnte das ehemalige Schloss grundlegend saniert werden. Es befanden sich in der Folge neben einer Gastwirtschaft auch ein in vielen Räumen wunderschön eingerichtetes Heimatmuseum. Nach Schließung der Gastwirtschaft und Räumung des Heimatmuseums (verbunden mit der Zerstreuung der Ausstellungsstücke in alle Winde) in 2014 beherbergt es heute das Gesundheits- und Tagungszentrum Meilenstein mit Praxen, Seminarräumen, Gästezimmern und Restaurant. Hinter dem Schloss befindet sich der Schlosspark. Alte Bäume stellen den besonderen Wert dar.

### Kirche
Die Kirche zu Weberstedt stammt aus dem 15. Jahrhundert. Der Namenspatron ist der Heilige Ulrich. Ein besonderer Blick gilt der farbigen Gestaltung der Schnitzereien an den Emporen sowie an dem Tonnengewölbe des Kirchenschiffes, welches mit Holz verkleidet und mit Ornamenten bemalt ist. In der Kirche befindet sich ein Altarschrein, welcher die Grablegung Christi darstellt. Die Grabplatten der Familie Goldacker aus dem 16. und 17. Jahrhundert befinden sich an der nördlichen und südlichen Seite. Außerdem beherbergt die Kirche eine Altarorgel, die in ihrem Klang einzigartig ist. Diese wurde im Jahre 1911 durch Orgelbau Furtwängler & Hammer erbaut und 2012/2013 restauriert.

### Freibad
In dem von der Gemeinde betriebenen sanierten Freibad, welches mit einer Filteranlage ausgestattet ist, befindet sich eine Kinderwasserrutsche.

### Minigolfanlage
Direkt hinter dem Schloss Goldacker im Schlosspark befindet sich die kleine Sportanlage mit achtzehn Bahnen in verschiedenen Schwierigkeitsgraden.

### Truppenübungsplatz
Nahe der Gemeinde bestand einer der modernsten Truppenübungsplätze der ehem. DDR, welcher nach Übernahme durch die Bundeswehr 1990 und einer Aufgabe als Übungsplatz 1995 am 21. Oktober 1997 endgültig geschlossen wurde. Die Schließung bedeutete einerseits den Verlust von nicht unerheblichen Zuwendungen, die fortan der Gemeinde fehlten, andererseits auch den Verlust von 138 Arbeitsplätzen.

### Museen
Das Trabiparadies Weberstedt öffnete am 21. Juli 2006. Es stellte Trabant aus, darunter viele Umbauten. Im November 2015 wurde über die Schließung berichtet. Die Fahrzeuge sind nun im Trabiparadies Kölleda in Kölleda ausgestellt.

## Persönlichkeiten
- Otto von Goldacker (1792–1840), Offizier, erster Ehrenbürger von Leipzig
- August Kellner (1794–1883), Förster und bekanntester thüringischer Entomologe des 19. Jahrhunderts[13]
- Udo Baumbach (1935–2022), Museumsleiter von Schloss Rochlitz
- Karl Heinrich Wilhelm Hasert , Begründer der Perlenfabik (11.04.1866 Mülverstedt - 11.08.1940 Weberstedt)